# Male Drage
 Male Drage  falu Horvátországban, a Tengermellék-Hegyvidék megyében. Közigazgatásilag Brod Moravicéhez tartozik.

## Fekvése
Fiumétól 48 km-re északkeletre, községközpontjától 4 km-re keletre, a horvát Hegyvidék (Gorski kotar) területén fekszik.

## Története
Úgy tűnik, hogy Mala Drage a 17. században, a Zrínyiek uralma idején keletkezett, mivel a település régi temploma ebből az időből származik. A település több részből áll. A főutcát amely a település központjában három kisebb ágra oszlik lakóépületek szegélyezik. A házak különálló földszintes házak. A kerítés nélküli udvarok és melléképületek a házaktól távol helyezkednek el. A házak alsó pincerésze kőből készült, a felső lakórészt pedig függőlegesen egymásra rakott deszkákkal bélelték. A gazdasági épületek, pavilonok és istállók többnyire fából készültek. A Male Drage egyike azon kevés 19. századi településeknek Gorski kotarban, amelyek teljesen megőrizték a földbirtokok hagyományos szerkezetét.
A településnek 1857-ben 233, 1910-ben 248 lakosa volt. Trianonig Modrus-Fiume vármegye Delnicei járásához tartozott. 2011-ben 3 lakosa volt.

## Lakosság
| Lakosság változása | Lakosság változása | Lakosság változása | Lakosság változása | Lakosság változása | Lakosság változása | Lakosság változása | Lakosság változása | Lakosság változása | Lakosság változása | Lakosság változása | Lakosság változása | Lakosság változása | Lakosság változása | Lakosság változása | Lakosság változása |
| ------------------ | ------------------ | ------------------ | ------------------ | ------------------ | ------------------ | ------------------ | ------------------ | ------------------ | ------------------ | ------------------ | ------------------ | ------------------ | ------------------ | ------------------ | ------------------ |
| 1857               | 1869               | 1880               | 1890               | 1900               | 1910               | 1921               | 1931               | 1948               | 1953               | 1961               | 1971               | 1981               | 1991               | 2001               | 2011               |
| 233                | 234                | 204                | 217                | 256                | 248                | 216                | 192                | 132                | 124                | 88                 | 84                 | 52                 | 27                 | 14                 | 3                  |

## Nevezetességei
A Szentlélek tiszteletére szentelt temploma a 18. században épült barokk stílusban. Egyhajós épület, külső sokszögű apszissal, a homlokzaton harangtoronnyal, a déli homlokzaton párkánnyal és az északi homlokzathoz épített sekrestyével. A templom jelenlegi körmája egy kisebb (valószínűleg a 17. századból származó) szakrális épület 1892-es bővítésének és magasságnövelésének eredménye, amikor a korábbi fa harangtornyot új, falazottra cserélték. A belső teret neogótikus fa polikróm oltárok díszítik. A főoltár a Szentháromság, Szent Valentin és Páduai Szent Antal képével az osilnicai Rutar munkája 1894-ből. A hajó mennyezete sík, míg a szentély bordás, a sekrestye pedig keresztbordás boltozatú zárókővel. Mellette áll az iskola régi épülete.